# Гоюй ломацзы
Гоюй ломацзы (кит. трад. 國語羅馬字, упр. 国语罗马字, пиньинь guóyǔ luómǎzì, буквально: «романизация национального языка») — система романизации литературного китайского языка (путунхуа), разработанная Чжао Юаньжэнем (кит. трад. 趙元任, пиньинь zhào yuánrèn) и доработанная за 1925—1926 годы несколькими лингвистами, включая Линь Юйтана. Сам Чжао использовал гоюй ломацзы в своих работах, на этой системе романизации в общем вышло небольшое количество публикаций.
Гоюй ломацзы — одна из двух систем, в которых тоны китайского языка обозначается не надстрочными знаками, а изменением записи слога (вторая — упрощённая система Уэйда, разработанная шведским лингвистом швед. Olov Bertil Anderson). Тоны в китайском позволяют различать одинаковые в остальном слоги; в остальных системах для их отражения на письме используются диакритические знаки (пиньинь): āi, ái, ǎi и ài) или цифры (транскрипционная система Уэйда — Джайлза: ai1, ai2 и так далее). В гоюй ломацзы те же самые слоги записываются как ai, air, ae и ay. Орфография последовательна и позволяет в целом сохранить произношение, указывая на различия при производстве тонов.
Чжао утверждал, что передача тонов разными орфографическими средствами упрощает изучение китайского языка, однако исследование 1997 года пришло к противоположным выводам. В гоюй ломацзы из-за использования сложной системы орфографии становятся неочевидны связи между слогами с разными тонами: к примеру, различие между первым, ровным, и вторым, повышающимся, для разных слогов отражается на письме как mha—ma, ching—chyng, chang—charng. Хотя орфографическое отображение тонов встречается в юго-восточноазиатских языках (например, в мяо), во всех подобных системах тоны последовательно отражаются посредством добавления буквы в конец слога (мяо: -b означает высокий тон, -s низкий, -j высокий понижающийся и т. д.).
В 1928 году Китай принял гоюй ломацзы в качестве официальной романизации в словарях; планировалось через некоторое время полностью перевести литературный китайский на это письмо. Однако, несмотря на поддержку некоторой группы лингвистов в Китае и за его пределами, у массовой публики гоюй ломацзы либо не вызывала энтузиазма, либо была встречена с неприязнью. Другим препятствием к распространению стало то, что гоюй ломацзы основывалась на пекинском диалекте, а в то время недостаточно сильное ещё государство не могло обеспечить ему достаточную поддержку. Гоюй ломацзы сдал позиции и уступил пиньиню и более поздним системам. Тем не менее, его влияние прослеживается, в частности, в написании названия провинции Шэньси (Shaanxi), в пиньине shǎnxī, чтобы отличить от Шаньси (Shanxi), в пиньине (shānxī), названия которых без диакритических знаков выглядят одинаково.

## История

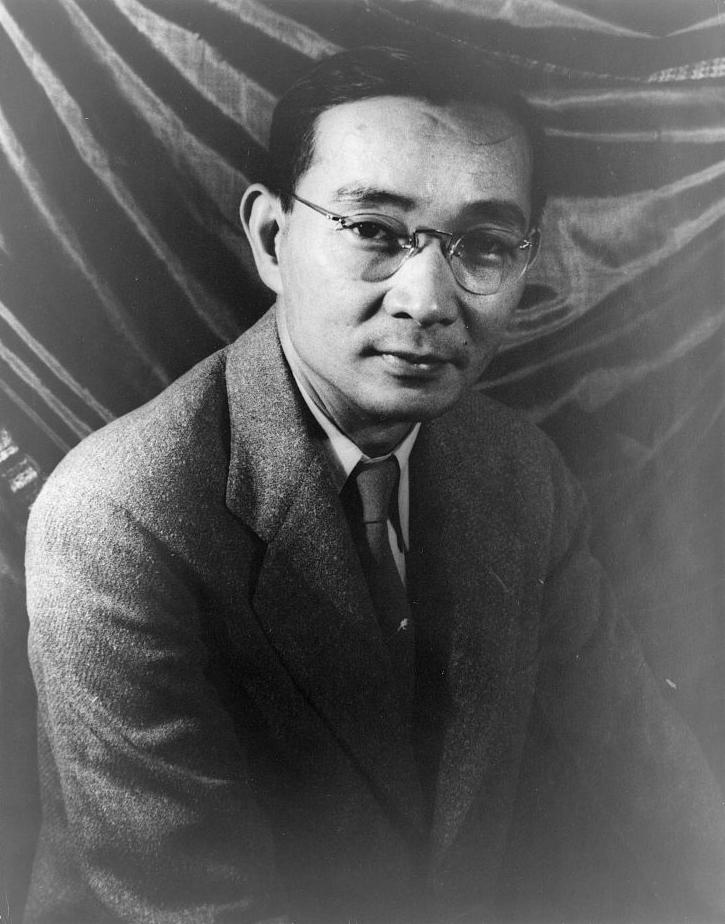
Линь Юйтан был первым, кто предложил записывать тоны орфографически

Наиболее характерная особенность гоюй ломацзы — орфографическое отображение тонов — была предложена Чжао лингвистом Линь Юйтаном. К 1922 году Чжао уже оформил основную концепцию будущей системы. Детали были разработаны в 1925—1926 годах группой из пяти лингвистов, возглавляемой Чжао и включающей Линь, под контролем Комиссии по подготовке унификации национального языка, а в 1928 гоюй ломацзы получила официальный статус. Гоюй ломацзы предлагалось использовать наравне с чжуинем, отсюда второе название — «Вторая форма (второй вариант) чжуиня (национального письма)» (кит. трад. 國音字母第二式, упр. 国音字母第二式, пиньинь guóyīn zìmǔ dì'èr shì, палл. гоинь цзыму диэр ши, gwoin tzyhmuu dihell shyh). Обе системы использовались для записи нового литературного произношения в «Словаре национального произношения для повседневного использования» (кит. трад. 國音常用字彙, упр. 国音常用字汇, пиньинь guóyīn chángyòng zìhuì, палл. гоинь чанъюн цзыхуэй 1932 года). Создатели гоюй ломацзы имели даже бо́льшие амбиции — их целью была реформа письма и полный переход на гоюй.

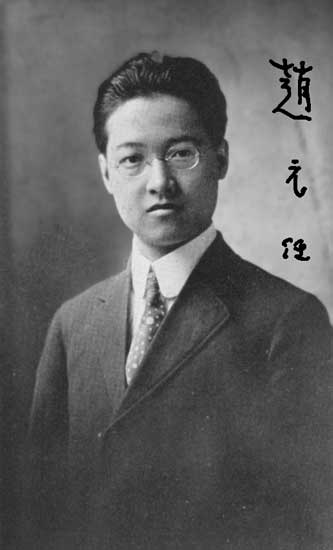
Чжао Юаньжэнь, разработчик гоюй ломацзы, в молодости. 1916 год

В 1930-х годах были предприняты две краткосрочные попытки обучения гоюй крестьян и железнодорожников в Шаньдуне и Хэнани. Поддержку гоюй оказывали Цянь Сюаньтон, Ло Чанпэй и Уолтер Саймон. В этот период гоюй ломацзы столкнулась с усиливающимся отчуждением из-за сложности; кроме того, китаист Бернхард Карлгрен раскритиковал гоюй ломацзы за недостаточную фонетическую точность. Как и конкурентная бестоновая система «Китайский латинизированный алфавит», гоюй не смогла получить широкую поддержку, возможно, по причине того, что они были слишком привязаны к пекинскому диалекту.
Гоюй ломацзы используется в официальной латинизации названия провинции Шэньси (Shaanxi), чтобы избежать путаницы при записи пиньинем без тонов: названия провинций Шэньси и Шаньси отличаются только тонами (shǎnxī и shānxī, соответственно). Эта запись используется и в Интернете, URL официального сайта провинции — https://web.archive.org/web/20181229221118/http://www.shaanxi.gov.cn/. Некоторые китайцы используют гоюй ломацзы для латинской записи своих имени и фамилии: примером является математик Черн, Шиинг-Шен (следует отметить, что ни Чжао, ни Линь так не делали). В 1958 году в КНР официальной романизацией стал пиньинь, на него перешли и международные институты, такие, как ООН, Библиотека Конгресса, Международная организация по стандартизации. В Китайской Республике (Тайване) гоюй ломацзы имела хождение до 1970-х годов для указания произношения в толковых словарях (Словарь китайского языка министерства образования Китайской Республики, он же кит. трад. 國語詞典, упр. 国语词典, пиньинь guóyǔ cídiǎn, палл. гоюй цыдянь, а также Tsyrhuey [Cíhuì], но в 1986 году официально заменена на тайваньский пиньинь.

## Описание
|                      | Губно-губные | Губно-губные | Губно-зубные | Альвеолярные | Альвеолярные | Ретрофлексные | Ретрофлексные | Альвеоло- палатальные | Альвеоло- палатальные | Заднеязычные | Заднеязычные |
| Взрывные             | b [p]        | p [pʰ]       |              | d [t]        | t [tʰ]       |               |               |                       |                       | g [k]        | k [kʰ]       |
| Носовые              | m [m]        |              | n [n]        |              |              |               |               |                       |                       |              |              |
| Боковой аппроксимант |              |              |              | l [l]        |              |               |               |                       |                       |              |              |
| Аффрикаты            |              |              |              | tz (z) [ts]  | ts (c) [tsʰ] | j (zh) [tʂ]   | ch [tʂʰ]      | j [tɕ]                | ch (q) [tɕʰ]          |              |              |
| Фрикативы            |              |              | f [f]        | s [s]        | sh [ʂ]       | r [ʐ ~ ɻ]     | sh (x) [ɕ]    | h [x]                 |                       |              |              |

| Легенда: - Гоюй отличается от пиньиня - (пиньинь) - [МФА] | \| Централь \| Остальная финаль \| Медиаль \| Медиаль \| Медиаль \| Медиаль \| \| Централь \| Остальная финаль \| Ø \| i \| u \| y \| \| -------- \| ---------------- \| ------------ \| --------------- \| -------------- \| ---------------- \| \| a \| Ø \| a [ɑ] \| ia [iɑ] \| ua [uɑ] \| \| \| a \| i \| ai [aɪ] \| \| uai [uaɪ] \| \| \| a \| u \| au (ao) [ɑʊ] \| iau (iao) [iɑʊ] \| \| \| \| a \| n \| an [an] \| ian [iɛn] \| uan [uan] \| iuan (uan) [yɛn] \| \| a \| ŋ \| ang [ɑŋ] \| iang [iɑŋ] \| uang [uɑŋ] \| \| \| ə \| Ø \| e [ɯʌ] \| ie [iɛ] \| uo/-o [uɔ] \| iue (üe/ue) [yœ] \| \| ə \| i \| ei [eɪ] \| \| uei (ui) [ueɪ] \| \| \| ə \| u \| ou [ɤʊ] \| iou (iu) [iɤʊ] \| \| \| \| ə \| n \| en [ən] \| in [in] \| uen (un) [uən] \| iun (un) [yn] \| \| ə \| ŋ \| eng [əŋ] \| ing [iŋ] \| ong [ʊŋ] \| iong [iʊŋ] \| \| ə \| ɻ \| el (er) [ɑɻ] \| \| \| \| \| Ø \| Ø \| y (i) [ɨ] \| i [i] \| u [u] \| iu (ü/u) [y] \| |              |                 |                |                  |
| Централь                                                  | Остальная финаль | Медиаль      | Медиаль         | Медиаль        | Медиаль          |
| Централь                                                  | Остальная финаль | Ø            | i               | u              | y                |
| a                                                         | Ø | a [ɑ]        | ia [iɑ]         | ua [uɑ]        |                  |
| a                                                         | i | ai [aɪ]      |                 | uai [uaɪ]      |                  |
| a                                                         | u | au (ao) [ɑʊ] | iau (iao) [iɑʊ] |                |                  |
| a                                                         | n | an [an]      | ian [iɛn]       | uan [uan]      | iuan (uan) [yɛn] |
| a                                                         | ŋ | ang [ɑŋ]     | iang [iɑŋ]      | uang [uɑŋ]     |                  |
| ə                                                         | Ø | e [ɯʌ]       | ie [iɛ]         | uo/-o [uɔ]     | iue (üe/ue) [yœ] |
| ə                                                         | i | ei [eɪ]      |                 | uei (ui) [ueɪ] |                  |
| ə                                                         | u | ou [ɤʊ]      | iou (iu) [iɤʊ]  |                |                  |
| ə                                                         | n | en [ən]      | in [in]         | uen (un) [uən] | iun (un) [yn]    |
| ə                                                         | ŋ | eng [əŋ]     | ing [iŋ]        | ong [ʊŋ]       | iong [iʊŋ]       |
| ə                                                         | ɻ | el (er) [ɑɻ] |                 |                |                  |
| Ø                                                         | Ø | y (i) [ɨ]    | i [i]           | u [u]          | iu (ü/u) [y]     |

Важным нововведением гоюй ломацзы стало отображение на письме непридыхательных и придыхательных парных согласных с помощью звонких и глухих латинских букв (эту особенность заимствовали разработчики пиньиня). К примеру, буквами b и p записываются звуки /p/ и /pʰ/ (в системе Уэйда — джайлза — p и p‘). Потенциально дезориентирующей особенностью гоюй является использование j, ch, sh для записи двух разных типов звуков: если за буквой следует i, то ею записан альвеоло-палательный согласный звук (в пиньине — j, q, x); в противном же случае записан ретрофлексный звук (в пиньине — zh, ch, sh). Привыкшим к пиньиню следует обратить внимание на данную особенность: ju, jiu, jiou соответствуют пиньиню zhu, ju, jiu.
Другие характерные особенности гоюй ломацзы:
- Буквосочетание iu обозначает огубленный гласный переднего ряда верхнего подъёма (/y/), который в пиньине записывается либо как «ü», либо как «u».
- Конечный -y обозначает [ɨ] — аллофон i: запись shy, sy соответствует пиньиню shi, si.
- Конечные el соответствуют er в пиньине (-r занят для обозначения второго тона), в том числе, так обозначаются эризованные гласные: ideal = i dean + -(e)l (пиньинь — yìdiǎnr, «немного»).
- У некоторых часто встречающихся морфем есть аббревиатуры: -g (-ge), -j (-zhe), -m (-me), sh (shi), -tz (-zi)[19].

## Обозначение тонов
Основная форма слога имеет первый, ровный тон. Для придания слогу второго, третьего или четвёртого тонов его нужно изменить в соответствии с правилами.
- Либо гласный меняется на обозначающий похожий звук (i → y; u → w),
- либо гласный дублируется,
- либо после гласного добавляется непроизносимая буква (r или h).

По возможности используется первый способ.
Первый тон
shiue, chuan, chang, hai, bau (xuē, chuān, chāng, hāi, bāo)
Второй тон: i/u → y/w или добавить -r
shyue, chwan, charng, hair, baur (xué, chuán, cháng, hái, báo)
Третий тон: i/u → e/o или дублировать гласный
sheue, choan, chaang, hae, bao (xuě, chuǎn, chǎng, hǎi, bǎo)
Четвёртый тон: изменить или дублировать конечный согласный или добавить -h
shiueh, chuann, chanq, hay, baw (xuè, chuàn, chàng, hài, bào)
Нейтральный тон: в начале слога ставится точка
perng.yeou, dih.fang (péngyou, dìfang).
Исключением являются слоги, начинающиеся на сонорные согласные (l-/m-/n-/r-): основная форма в них — второй тон. В них первый тон маркируется вставкой -h- второй буквой. К примеру, mha — это mā, а ma — má. Третий и четвёртый тон обозначаются стандартно: maa (mǎ) и mah (mà).

## Совместная запись слогов
Важной особенностью гоюй ломацзы является запись слогов, входящих в слово, слитно. Для говорящих на европейских языках такой подход кажется сам собой разумеющимся, однако в китайском понятие «слова» не так легко определить. Минимальный значимый элемент языка — один слог (один иероглиф), обычно имеющий собственный смысл или являющийся морфемой, это меньший элемент, чем «лингвистическое слово». Китайские иероглифы записывают без пробелов, и большинство значащих самостоятельных слов состоят из двух иероглифов; отражение этого на письме было крупным изобретением Чжао (1922 год). Это кардинально отличалось от дефисов в системе Уэйда — Джайлза: Kuo2-yü3 Lo2-ma3-tzŭ4 (gwoyeu romatzyh, guóyǔ luómǎzì). Данный принцип был позже заимствован в пиньинь.

## Использование
Чжао пользовался своей системой в двух важных работах:
- Краткий словарь разговорного китайского языка (англ. A Concise Dictionary of Spoken Chinese, совместно с Ян Ляньшэном, 1947 год);
- Основы севернокитайского (англ. Mandarin Primer)[24], 1948 год.
- Грамматика разговорного китайского языка (англ. A Grammar of Spoken Chinese)[25] (1968a)
- Чтения по устному китайскому языку (англ. Readings in Sayable Chinese).

В 1942 году Уолтер Саймон представил гоюй ломацзы англоговорящим китаистам, опубликовав брошюру «Новая официальная запись китайского латиницей» (англ. The New Official Chinese Latin Script). Всё последующее десятилетие он пишет ещё несколько книг и китайско-английский словарь, где латинской записью является гоюй ломацзы.
В 1960 году Лю Иньчэн, коллега Саймона по Колледжу восточных и африканских исследований, опубликовал «Пятьдесят китайских рассказов» (кит. трад. 言文對照中國故事五十篇, упр. 言文对照中国故事五十篇, пиньинь yánwén duìzhào Zhōngguó gùshi wǔshí piān, палл. яньвэнь дуйчжао чжунго гуши уши пянь) — выдержки из классических текстов, на вэньяне и современном китайском. Лю считал целью книги дать начальное понятие о классических текстах с помощью современного разговорного языка. Кроме иероглифов труд содержал романизацию (гоюй ломацзы) и романизацию японского прочтения, подготовленные Саймоном.
Китайско-английский словарь Линь Юйтана (1972) содержал множество нововведений, включая упрощённую версию гоюй. Линь убрал большинство орфографических правил, требовавших изменить гласные слога, что можно видеть по записи названия системы: Guoryuu Romatzyh — второй тон последовательно отображается вводом -r, а третий — дублированием гласного.

## Обучение китайскому
Большинство начинает учить китайский с пиньиня, и сам Чжао считал его более подходящим для начальной стадии. Чжао считал, что польза от гоюй ломацзы заключается в придании более явных отличий тонам:
[Гоюй] усложняет орфографию, но придаёт индивидуальность физиогномике слов, с которой становится возможно ассоциировать значение…
К примеру, может быть проще запомнить отличия между словами гоюй Beeijing (Пекин) и beyjiing («задний фон»), чем пиньинем Běijīng и bèijǐng.
Гоюй ломацзы продолжает использоваться некоторыми преподавателями: в 2000 году Принстон выпустил начальный учебник китайского англ. Chinese Primer в пиньине и гоюй. В пенсильванском Бакнеллском университете гоюй ломацзы является основной системой романизации.

## Пример
Отрывок из «Чтений по устному китайскому языку». Тоны выделены цветом.
| Система записи         | Текст |
| ---------------------- | --- |
| Гоюй ломацзы           | «Hannshyue» .de mingcheng duey Jonggwo yeou idean butzuenjinq .de yihwey. Woomen tingshuo yeou «Yinnduhshyue», «Aijyishyue», «Hannshyue», erl meiyeou tingshuo yeou «Shilahshyue», «Luomaashyue», genq meiyeou tingshuo yeou «Inggwoshyue», «Meeigwoshyue». «Hannshyue» jeyg mingcheng wanchyuan beaushyh Ou-Meei shyuejee duey nahshie yiijing chernluen de guulao-gwojia de wenhuah de i-joong chingkann de tayduh. |
| Упрощённые иероглифы   | 汉学的名称对中国有一点不尊敬的意味。我们听说有印度学、埃及学、汉学，而没有听说有希腊学、罗马学，更没有听说有英国学、美国学。汉学这个名称完全表示欧美学者对那些已经沉沦的古老国家的文化的一种轻看的态度。 |
| Традиционные иероглифы | 漢學的名稱對中國有一點不尊敬的意味。我們聽說有印度學、埃及學、漢學，而沒有聽說有希臘學、羅馬學，更沒有聽說有英國學、美國學。漢學這個名稱完全表示歐美學者對那些已經沉淪的古老國家的文化的一種輕看的態度。 |
| Ханьюй пиньинь         | «Hànxué» de míngchēng duì Zhōngguó yǒu yìdiǎn bùzūnjìng de yìwèi. Wǒmen tīngshuō yǒu «Yìndùxué,» «Āijíxué,» «Hànxué,» ér méiyǒu tīngshuō yǒu «Xīlàxué,» «Luómǎxué,» gèng méiyǒu tīngshuō yǒu «Yīngguóxué,» «Měiguóxué.» «Hànxué» zhèige míngchēng wánquán biǎoshì Ōu-Měi xuézhě duì nàxiē yǐjing chénlún de gǔlǎo-guójiā de wénhuà de yìzhǒng qīngkàn de tàidù.                                                       |
| Перевод                | Сам термин «синология» звучит неуважительно по отношению к Китаю. Мы знаем о существовании индологии, египтологии, синологии, но не знаем о грекологии и римологии, и уж совсем не слыхали о англологии и америкологии. Термин «синология» полностью отражает пренебрежительное отношение европейских и американских учёных к культуре уже пришедших в упадок древних государств.                                     |